# Aphytis angeloni
Aphytis angeloni är en stekelart som först beskrevs av Girault 1932.  Aphytis angeloni ingår i släktet Aphytis och familjen växtlussteklar. Inga underarter finns listade i Catalogue of Life.